# Danzhou

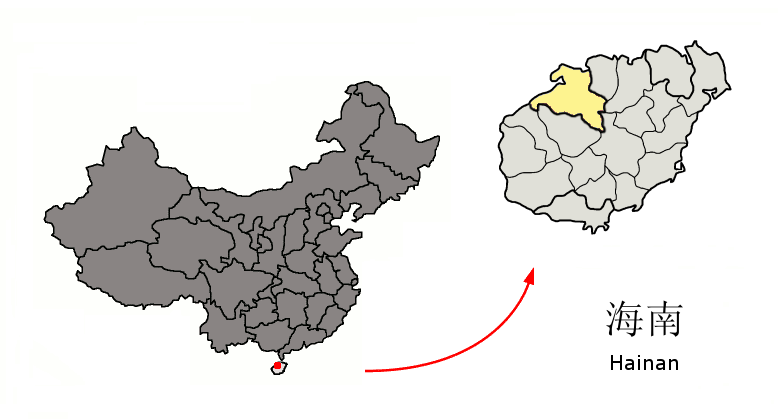
Lage der kreisfreien Stadt Danzhou in Hainan

Danzhou (儋州市; Pinyin: Dānzhōu Shì) ist eine bezirksfreie Stadt im Nordwesten der chinesischen Inselprovinz Hainan. Danzhou besitzt eine Fläche von 3.271 km² – ein Zehntel der Fläche von Hainan – mit einer Küstenlinie von 307 km. Damit ist es, sowohl was die Fläche als auch die Küstenlinie betrifft, die größte der bezirksfreien Städte und Kreise der Insel. Danzhou verfügt über 187.340 ha Wald, das heißt 57 % der Gesamtfläche sind von Wald bedeckt. Ende 2020 hatte Danzhou hat 954.259 Einwohner.

## Geschichte
Die Angehörigen des ursprünglich in der Gegend von Danzhou lebenden Stammes pflegten schwere Ohrringe zu tragen, sogenannte „Er“ (珥), die ihre Ohrläppchen nach unten zogen. Derart herabhängende Ohren werden auf Chinesisch als „Dan“ (儋) bezeichnet. Daher war der Stamm in China als Dan’er (儋耳) bekannt. Als General Lu Bode (路博德) 110 v. Chr. Hainan für die Westliche Han-Dynastie eroberte, richtete er an der Stelle des heutigen Danzhou die Kommandantur Dan’er (儋耳郡) ein, mit dem Kreis Dan’er (儋耳县) als Regierungssitz. Im Jahr 622, nachdem General Li Yuan die Sui-Dynastie gestürzt und die Tang-Dynastie gegründet hatte, wurde die Kommandantur Dan’er in „Präfektur Dan“ bzw. „Danzhou“ (儋州) umbenannt, der Regierungssitz war im Kreis Yilun (义伦县, die heutige Großgemeinde Zhonghe). Dies ist die seit 2006 unter Denkmalschutz stehende „Altstadt von Danzhou“ (儋州故城).
Im Jahr 1097, während der Nördlichen Song-Dynastie, wurde der kaiserliche Beamte Su Shi, besser bekannt unter seinem Pseudonym „Su Dongpo“, nachdem er 1094 degradiert und nach Huizhou in Guangdong versetzt worden war, erneut degradiert und zunächst als Assistent des Präfekten nach Qiongzhou (琼州, das heutige Haikou), dann nach Danzhou versetzt. Während der drei Jahre, die er dort verbrachte – 1100 wurde Su Dongpo rehabilitiert und kehrte nach Nordchina zurück – schrieb er zahlreiche Gedichte und brachte die Kultur der Zentralebene nach Hainan. Um den Dichter zu ehren, wurde seine alte Residenz, die „Studienhalle“ (载酒堂, Pinyin Zàijiǔ Táng), später in „Dongpo-Akademie“ umbenannt. Sie steht bereits seit 1996 unter Denkmalschutz.
Ende des 15. Jahrhunderts, während der Regierungszeit von Kaiser Zhu Youtang (1488–1505), litt Hainan wiederholt unter Überschwemmungen und Dürre. Nichtsdestotrotz wurden von zwei aufeinanderfolgenden Gouverneuren, Zhang Huan (张桓) und Yu Jun (余浚), maßlos Steuern und Abgaben erpresst. Im Sommer 1501 organisierte schließlich Fu Nanshe (符南蛇, 1465–1502) aus der heutigen Großgemeinde Haitou, dessen Familie seit Generationen die Li in Danzhou angeführt hatte, einen Aufstand, dem sich auch Han-Chinesen anschlossen. Im Nordwesten von Hainan kam der Straßenverkehr zum Erliegen, die Aufständischen belagerten sogar Danzhou und besetzten Lingao. Daraufhin entsandte die Regierung in Peking 20.000 Soldaten, die die fünf wichtigsten Stützpunkte der Rebellen angriffen. Diese töteten jedoch mehr als 3000 Regierungssoldaten, woraufhin 100.000 weitere Soldaten aus Guangdong und Guangxi unter dem Kommando von General Mao Shui (毛税) entsandt wurden. 1502 wurde Fu Nanshe von einem Pfeil getroffen und ertrank in einem Fluss, und Anfang 1503 war der Aufstand schließlich niedergeschlagen.
Reste der Aufständischen zogen sich auf das sogenannte „Kap der Truppen“ (兵马角) zurück, eine Landzunge im Norden der heutigen Großgemeinde Eman, wo sie den Regierungstruppen noch mehr als zehn Jahre mit Überraschungsangriffen zusetzten.
1912, im 2. Jahr der Republik, wurde die Präfektur Dan zum Kreis herabgestuft und dem Regierungsbezirk Qiongya (琼崖道) unterstellt, der der heutigen Provinz Hainan entspricht. Am 16. April 1939 landeten japanische Truppen in der Großgemeinde Baimajing und eroberten in den folgenden zweieinhalb Wochen Stadt für Stadt, bis sie am 4. April 1939 mit der Besetzung von Nada den gesamten Kreis in ihre Gewalt gebracht hatten. In den sechs Jahren bis Kriegsende ermordeten die japanischen Besatzungstruppen bei diversen Massakern im Kreisgebiet mehr als 30.000 Menschen, gut 600 davon Mitglieder der Kommunistischen Partei Chinas und antijapanische Widerstandskämpfer der Kuomintang, der Rest Zivilisten. Mehr als 10.000 Häuser wurden niedergebrannt, mehr als 300 Dörfer vollständig zerstört. Damit gehörte Dan zu den am stärksten von japanischen Kriegsverbrechen betroffenen Landkreisen der Insel.
Nachdem die Volksbefreiungsarmee 1950 Hainan erobert hatte, blieb die alte Verwaltungsstruktur zunächst erhalten. 1959 wurde dann jedoch der Sitz der Kreisregierung von Xinzhou nach Nada verlegt. Am 3. März 1993 wurde der Kreis Dan aufgelöst und in die kreisfreie Stadt Danzhou umgewandelt. Am 19. Februar 2015 wurde Danzhou schließlich auf Vorschlag der Provinzregierung von Hainan und mit Billigung des Staatsrats der Volksrepublik China zur bezirksfreien Stadt hochgestuft; der Regierungssitz befindet sich immer noch in Nada.

## Administrative Gliederung
Danzhou verfügt über keine Untergliederung auf Kreisebene; auf Gemeindeebene setzt sich die Stadt aus 16 Großgemeinden zusammen.
Diese sind:
| Großgemeinde Baimajing (白马井镇); Großgemeinde Dacheng (大成镇); Großgemeinde Dongcheng (东成镇); Großgemeinde Eman (峨蔓镇); Großgemeinde Guangcun (光村镇); Großgemeinde Haitou (海头镇); Großgemeinde Heqing (和庆镇); Großgemeinde Lanyang (兰洋镇); | Großgemeinde Mutang (木棠镇); Großgemeinde Nada (那大镇), Sitz der Stadtregierung; Großgemeinde Nanfeng (南丰镇); Großgemeinde Paipu (排浦镇); Großgemeinde Wangwu (王五镇); Großgemeinde Xinzhou (新州镇); Großgemeinde Yaxing (雅星镇); Großgemeinde Zhonghe (中和镇). |

## Verkehrsanbindung

### Land
Neben dem im März 2004 in Betrieb genommenen, am nordwestlichen Stadtrand von Nada gelegenen Bahnhof Danzhou der Weststrecke der Hainaner Ringeisenbahn (海南西环铁路), der auch als Güterbahnhof dient, halten die Hochgeschwindigkeitszüge der Weststrecke der Hainaner Hochgeschwindigkeitsringeisenbahn (海南西环高速铁路) in Guangcun (Bahnhof Yintan), Baimajing und Haitou. Die Hainan-Ringautobahn durchquert den nördlichen Teil des Gebiets von Danzhou, während die Nationalstraße 225 Nada direkt mit der Provinzhauptstadt Haikou und Sanya im Süden der Insel verbindet.

### See
Der Fischereihafen Baimajing (白马井港, Pinyin Báimǎjǐng Gǎng) existiert bereits seit der Östlichen Han-Dynastie (25–220). Als General Ma Yuan ab dem Jahr 41 den Süden Chinas für die Zentralregierung zurückeroberte, landeten seine Truppen dort, und auch die japanischen Besatzungstruppen nutzten 1939 den Hafen für ihre Invasion. Ab 1987 kamen aufgrund der Reform- und Öffnungspolitik Hongkonger Händler nach Baimajing, um gesalzenen Fisch aufzukaufen, zu einem Preis, der weit über dem damals üblichen Marktpreis lag. Dadurch, und durch die Fischverarbeitungsbetriebe, die in der Folge gegründet wurden, kam die örtliche Bevölkerung zu Wohlstand.
Der Hafen wird seit 1958 von der heutigen Südmeer Fischerei GmbH (海南省南海现代渔业集团有限公司) betrieben, er bietet vier Liegeplätze für Schiffe der 2000-Tonnen-Klasse und drei Liegeplätze für Schiffe der 1000-Tonnen-Klasse.
Am 19. Januar 1974 nahmen zwei Fischerboote der Firma unter dem Kommando der Volksmiliz an der Seeschlacht um die Paracel-Inseln teil. China gewann die Auseinandersetzung mit Vietnam und hält die Inselgruppe seitdem besetzt.

## Persönlichkeiten
- Lin Shidong (* 2005), Tischtennisspieler